# Vicarage Road
Vicarage Road é um estádio de futebol localizado em Watford, Inglaterra. É a casa do Watford. Foi aberto em 30 de Agosto de 1922. A capacidade é de 21.577 espectadores.